# Císařecká
Císařecká (Císařská) je usedlost v Praze 8-Libni v ulici Prosecká. Nachází se pod vrcholem na zalesněném severozápadním svahu. Je chráněna jako kulturní památka České republiky.

## Historie
Původně viniční usedlost byla postavena při staré cestě z Libně na Prosek. V držení ji měl císařský rychtář, který byl zavázán přísahou císaři a jmenován hejtmanem pro dohled soudní, správní a policejní. Časem usedlost její vlastníci přebudovali na hospodářský statek. Malý čtvercový dvůr tak kromě patrové obytné budovy obklopily sýpka, stodola a chlévy. V polovině 19. století za majitele Matěje Hlaváčka ke statku příslušelo 155 sáhů polností. Kolem roku 1860 došlo k přestavbě budov.

### Po roce 1945
Jako statek usedlost sloužila až do poloviny 20. století. Poté jako opuštěná chátrala, až bylo rozhodnuto o její demolici. Podařilo se ji prodat a roku 1970 soukromý majitel opravil obytnou budovu a poté došlo k celkové rekonstrukci.

### Zajímavosti
Na začátku 19. století se v Libni udržely pouze čtyři vinice: kromě Císařecké ještě Bulovka, Kopytářka a Šedivá. "Ostatní dávno přeměnily se na výnosnější popluží."